# SBSビッグナイター
『SBSビッグナイター』（エスビーエスビッグナイター）は、静岡放送ラジオ（SBSラジオ）のスポーツ中継番組である。1978年までは、『SBSビッグナイター1400』（「1400」は当時の周波数、現在は1404kHz）というタイトルを付けていた。

## 放送データ

### 放送日時
- 水 - 金曜日　18:00 - 21:00まで。2023年までは最大22:00まで放送を延長していたが、2024年の放送から延長枠が廃止された。
- 2022年まで上記以外の曜日には、静岡県内の球場でプロ野球公式戦が開催される場合に限って、自主制作方式の中継を放送していた。同県内のスタジアムで開催されるJリーグ公式戦の中継に充てることもある（後述）。

### 放送内容

#### プロ野球中継
- 2018年からは、全曜日「NRNナイター」（キー局：ニッポン放送）を編成している。以後、JRN系列局とは裏送り配信での対応となる。
  - 2017年までは、一部の曜日で「JRNナイター」（キー局：TBSラジオ）を編成していた。2007年までは火・土・日曜、2008・09年は火・土曜、2010年から2017年までは火曜のみ放送。
  - TBSラジオが2017年限りでプロ野球中継の放送業務から撤退したため、2018年のみ、火曜日にもNRNナイターを放送。2017年時点でNPB加盟球団の本拠地が放送対象地域にないJRNナイター参加局では唯一の放送で、在京球団同士が対戦するカードや、在京球団がオリックスもしくは楽天と対戦するカードでは、事実上ニッポン放送との相互ネットになっていた。2019年には、火曜日に当番組の基本放送枠を『まだ帰りたくない大人たちへ チョコレートナナナナイト!』（アルコ&ピースの酒井健太がパーソナリティを務める自社制作の生ワイド番組）に充てたため、プロ野球中継のレギュラー放送日を水 - 金曜日に短縮している[1]。
  - 土曜については、TBSラジオが2009年限りで土・日曜のナイター放送を終了したことを受けて、2010年のみNRNナイター（キー局：文化放送）を編成した。2011年以降は放送されていないが、静岡県でナイターが行われる場合のみ特別番組扱いで制作・放送することがある（2013年・2021年が該当）。同様に火曜についてもカードにより静岡県で開催される場合のみ放送することがある（2021年8月24日のように自社で放送できない場合は裏送り対応を実施。いずれもNRN扱い）。
- 静岡県内（草薙球場・浜松球場など）でプロ野球公式戦が行われる場合は、試合開催にSBSが関与する・しないを問わずネット受けをせずに自主制作することもあった。静岡県内向けローカルとなる場合が多いが、年度によっては、本拠地球団の系列局の要員の都合から全国ネットの予備または本番カードとしてNRNに配信を行う場合もあった。なお、NRN独占となっているヤクルト主催試合がJRNネットの曜日に実施された場合も、静岡県内開催時限定でNRN系列社としての自主制作が認められていた（-2017年）他、1993年から2001年は、火・土・日曜日に横浜とヤクルトのいずれかが巨人と対戦している場合の裏カードに限り認められていたJRN向けのヤクルト・横浜主催ゲームを本番または予備カードとして製作した実績がある。なお、SBSは専属の野球解説者がいないため、解説者はホーム扱いの球団の地元局から派遣されるか、過去に解説者経験のあるプロ野球OBを単発で起用することがあった。
- SBSによるプロ野球の自主制作は1974年のシーズンから行われるようになった。これには前年の1973年に草薙球場にナイター設備が完備されたことや、ロッテの本拠地だった東京スタジアムが閉鎖された影響で草薙球場でのプロ野球公式戦がロッテ戦を中心に多く開催されるようになったためである[2]。
- しかし、中日ドラゴンズが浜松球場での主催試合から撤退し、北海道日本ハムファイターズも2022年を最後に草薙を含むホームゲームの地方開催を全廃（新設のエスコンフィールドHOKKAIDOへの集約）したことで、静岡での一軍公式戦の開催が草薙でのヤクルト主催試合のみとなった2023年以降、プロ野球中継の自社制作は行っておらず、事実上の制作撤退状態となっている[3]（Jリーグ中継の制作は継続）。2024年より静岡県内に本拠地を置くプロ野球チームくふうハヤテベンチャーズ静岡が発足、ウエスタンリーグに参加することになったがSBSでは中継を行っていない[4]。
- CMについては2023年までは2回表終了後までのCMについてはイニングごとに2分（最初の1分枠終了後、ジングルに続いて一瞬おいて次の1分枠、再びジングルが流れ実況に飛び乗る）、以降は1分のCMとなっていたが、2024年からは4回裏終了後までがイニングごとに2分、それ以降は20:56の番組終了までCMを流さず、他の放送局がCMを流している間は中継している球場の場内音のみを放送している。JRN/NRNナイターにおいて、試合中のCM枠が1分でないのは珍しい。なお、スペシャルウィーク（後述）期間での放送ではイニング終了毎に１分間のCMを挟む従来通りのパターンに戻る。
- 2018年から磐田市出身のADAM atのEcho NightをOPに、スウィートホームをEDに使用している[5]。
- 2019年までは長らく、中継開始時間を18:20に定めていた。2020年からは18:00にまで繰り上げることによって、18:00開始予定の試合をプレイボールから中継する予定[6]。

##### 制作担当局（2024年）
| 地域（球団）／曜日         | 水  | 木  | 金  |     |
| 基本系列                   | NRN | NRN | NRN | NRN |
| 北海道（日）               | STV | STV | STV | STV |
| 宮城（楽）                 | TBC | TBC | TBC | TBC |
| 関東（巨・ヤ・De・西・ロ） | LF  | LF  | LF  | LF  |
| 東海（中）                 | SF  | SF  | SF  | SF  |
| 近畿（神・オ）             | MBS | MBS | ABC |     |
| 広島（広）                 | RCC | RCC | RCC | RCC |
| 福岡（ソ）                 | KBC | KBC | KBC | KBC |
| -------------------------- | --- | --- | --- | --- |

##### 近年の自主制作実績
1990年代
- 1998年5月12日（火曜）のヤクルト対広島（草薙）は横浜対巨人戦の裏カードだったため、JRN全国ネット中継として制作・放送、解説者はTBSから田淵幸一・定岡正二が派遣された。ただ、ニッポン放送からの放送権獲得条件の関係で、ビジター地元局・中国放送（RCC）へのネットは認められず、RCCはニッポン放送からの裏送りによるNRNライン予備中継を放送した。

2007年
- 5月17日の横浜対巨人（草薙。全国向け中継は在京キー局が別制作）と、5月30日の中日対楽天（浜松）を自主制作（東海ラジオとCBCラジオはそれぞれ別制作。東北放送の『TBCイーグルスナイター』は『東海ラジオガッツナイター』をネット受け）。

2008年
- 7月28日（月曜）の中日対横浜（浜松）を自主制作。解説者はCBCから彦野利勝が派遣された（東海ラジオとCBCラジオはそれぞれ別制作）。なお、この日の放送は月曜中継という変則体制だったため、最大延長枠を23:30まで拡大し、大幅な試合時間の延長に対処した。

2009年
- 9月1日の中日対広島（浜松）を自主制作。解説者はCBCから木俣達彦、ベンチリポートは中日側にCBCのアナウンサー、広島側に中国放送のアナウンサーが派遣された。実況はSBSの吉田幸真が担当（東海ラジオとCBCラジオはそれぞれ別制作。中国放送の『RCCカープナイター』は『CBCドラゴンズナイター』をネット受け）。

2010年
- 6月22日の中日対横浜（浜松）を自主制作し、かつ久々にJRNナイターとして系列局にも配信した（東海ラジオとCBCラジオはそれぞれ別制作。またTBSラジオも当初はSBSからネット受け予定だったが、スペシャルウィークの設定に伴い自社制作に変更）。解説者はCBCから彦野利勝、中日側のベンチリポートにCBCのアナウンサーが派遣された。横浜側のベンチリポートはSBSの吉田幸真、実況はSBSの岡村久則が担当。

2011年
- 2011年は4月26日の中日対横浜（浜松）、5月25日の横浜対楽天（草薙）、7月5日のヤクルト対巨人（草薙）の3試合を自主制作した。
  - 4月26日（中日対横浜）は前年の同一カード同様にJRNナイターとして系列局にも配信。今回はTBSラジオにもネットされた（東海ラジオとCBCラジオはそれぞれ別制作）。解説者はCBCから彦野利勝、中日側のベンチリポートにCBCのアナウンサーが派遣された。横浜側のベンチリポートはSBSの小嶋健太、実況はSBSの岡村久則が担当。
  - 5月25日（横浜対楽天）は、東北放送の『TBCパワフルベースボール』にもネットされた。解説者はニッポン放送から川崎憲次郎、横浜側のベンチリポートにニッポン放送のアナウンサーが派遣された。楽天側のベンチリポートはSBSの牧野克彦、実況はSBSの吉田幸真が担当。
  - 7月5日（ヤクルト対巨人）は、本来JRNラインを取る火曜日の開催となったため、NRN系列社として静岡向けにローカル放送を実施（ニッポン放送はNRNナイター扱いで別制作、STVラジオとの2局ネット）。解説者はニッポン放送から川崎憲次郎、ヤクルト側のベンチリポートにニッポン放送のアナウンサーが派遣された。巨人側のベンチリポートはSBSの牧野克彦、実況はSBSの吉田幸真が担当（5月25日の試合からニッポン放送のリポーター1名が入れ替わっただけである）。なお、速報チャイムはNRN仕様のものが使われていた。また、この日の放送は最大延長枠を拡大し、試合途中での放送終了を回避した（試合は21:56に終了、中継は22:15まで延長）。
  - なお4月26日から28日の3日間も、ヤクルト対巨人が草薙で行われたが、自主制作は見送られた。この3連戦は元々神宮球場で行われる予定だったが、東日本大震災に伴う電力不足の影響で、急きょ開催球場を変更した（つまり静岡での開催が予定外であった）ことが自主制作見送りの理由とされている。26日はJRNラインを取ることもあり、前述の中日対横浜を放送。27日・28日はヤクルト対巨人を放送したが、NRNナイター（ニッポン放送制作）のネット受けとなった。

2012年
- 8月7日の中日対広島（浜松）を自主制作。2009年の同一カードとは異なり、SBS制作分が中国放送のRCCカープナイターにもネットされた（東海ラジオとCBCラジオはそれぞれ別制作）。解説者はCBCから木俣達彦、広島側のベンチリポートに中国放送のアナウンサー（坂上俊次）が派遣された。中日側のベンチリポートはSBSの小嶋健太、実況はSBSの岡村久則が担当。

2013年
- 2013年は6月29日（土曜）・30日（日曜・デーゲーム）のヤクルト対巨人（草薙）、および8月6日（火）の中日対ヤクルト（浜松）を自主制作。
  - 6月29日・30日のヤクルト対巨人は定時中継枠外であるが、通常番組を休止して中継を行った。土曜はネットワーク向けの中継とはせずに静岡向けのローカル放送となる（NRN全国向け中継は文化放送が別制作。ニッポン放送もMBSとの2局ネットで別制作）が、定時中継枠外の放送だったためか中継は21:00で終了（延長無し）。日曜は在京局での中継予定がないため事実上の独占放送となり、前日の中継と異なり延長枠も確保されていた（放送は17:00までの予定だったが、17:05まで延長）。解説者はニッポン放送から野村弘樹（土曜）と宮本和知（日曜）が派遣された。
  - 8月6日の中日対ヤクルトは解説者にCBCから木俣達彦、中日側のベンチリポーターにCBCの高田寛之アナウンサーが派遣された。実況はSBSの岡村久則が、ヤクルト側のベンチリポーターはSBSの濱田隼が担当（CBCと東海ラジオはそれぞれ自社制作で放送）。
  - なお、8月22日（木）のDeNA対阪神（草薙）も自主制作で放送予定だったが、放送開始直後に雨天のため中止となった（このため予備カードのヤクルト対巨人を放送）。解説者にニッポン放送から初芝清が派遣され、SBSの岡村久則が実況を、リポーターはSBSの小嶋健太（DeNA側）とMBSの馬野雅行（阪神側・自社向けと兼務）が担当する予定だった（一部新聞の番組表では解説：若松勉と記載されていたが、こちらはニッポン放送が別途派遣したNRN予備待機分〔実況：洗川雄司〕の担当予定だった。また関西地区での木曜NRNネット担当のMBSラジオも自社制作の予定だった〔解説：遠山奬志〕、実況：近藤亨、リポーター：馬野雅行〕）。

2014年
- 2014年は4月15日（火）のヤクルト対巨人（草薙）、6月17日（火）の中日対西武（セ・パ交流戦、浜松）、および7月4日（金）のDeNA対阪神（草薙）を自主制作。
  - 4月15日（火）のヤクルト対巨人は、本来JRNラインを取る火曜日の開催となったため、NRN系列社として静岡向けにローカル放送を実施（ニッポン放送はNRNナイター扱いで別制作したが、事実上関東ローカル）。解説者にニッポン放送から飯田哲也、ヤクルト側のベンチリポーターにニッポン放送の煙山光紀が派遣され（煙山は自局向けと兼務）、実況はSBSの岡村久則が、巨人側のベンチリポーターはSBSの小嶋健太が担当した。なお、ヤクルトの主催試合のためニッポン放送から解説者とリポーターが派遣されていたが、速報チャイムはJRNのものが使用された。
  - 6月17日（火）の中日対西武は、解説者にCBCから木俣達彦、中日側のベンチリポーターにCBCのアナウンサーが派遣された。西武側のベンチリポートをSBSの小嶋健太、実況をSBSの岡村久則が担当[7]。今回はCBCラジオ『CBCドラゴンズナイター』でも放送されたが、これは1999年の中日対広島戦以来15年ぶりに従来の体制（CBCがSBSからネットする形で放送、ただし水曜日、木曜日、金曜日が浜松で行われる場合はCBCが自社制作で放送）に戻った（東海ラジオは従来通り自社制作で放送。また西武のビジターカードのため、文化放送も関東向けに自社制作）。
  - 7月4日（金）のDeNA対阪神はNRN予備扱いとして、ABCラジオの『ABCフレッシュアップベースボール』にもネットされた（MBSは乗り込みで自社制作）。解説者にニッポン放送から飯田哲也、阪神側のベンチリポートにABCのアナウンサー（山下剛）が派遣された。DeNA側のベンチリポートをSBSの濱田隼、実況をSBSの野路毅彦が担当した。

2015年
- 5月19日（火）の中日対広島（浜松）は、昨年同様CBCの『CBCドラゴンズナイター』に同時ネットされたが、今回はRCCの『RCCカープナイター』にもネットされ、3局ネットとなった（東海ラジオは従来通り自社制作で放送）。解説者にCBCから木俣達彦、中日側のベンチリポーターにCBCのアナウンサーが、広島側のベンチリポーターにRCCのアナウンサーが、それぞれ派遣された。実況はSBSの岡村久則が担当。
- なお、6月26日（金）のヤクルト対巨人（草薙）も自主制作で放送予定（全国向け中継はニッポン放送が別制作）だったが雨天中止となった[8]。このためニッポン放送からNRN全国ネットカード（STVラジオへの裏送りを兼ねた第3予備から昇格）の西武対日本ハムをネットした。解説者にニッポン放送から前田幸長が派遣され、SBSの野路毅彦が実況する予定であった。

2016年
- 2016年は4月1日（金）の日本ハム対ソフトバンク（草薙）、5月24日（火）の中日対DeNA（浜松）、8月23日（火）のヤクルト対中日（草薙）を自社制作。
  - 4月1日（金）の日本ハム対ソフトバンク（草薙）の実況は岡村が担当し、解説はSTVから千藤三樹男が派遣され[9]、両軍のベンチリポートを牧野が担当した。NRN系列局のSTV・KBCにもネットされた（両局ともアナウンサーを派遣しなかった）。なおJRNラインはHBCが草薙に乗り込み（解説：新谷博、実況：山内要一、リポート：卓田和広）、RKBにネット送りした。
  - 5月24日（火）の中日対DeNA（浜松）の実況は岡村が担当し、解説はCBCから彦野利勝が派遣された。ベンチリポートは中日側はCBCの宮部和裕がCBC自社制作と兼任、DeNA側は4月に入社した桑原秀和が初担当した（CBC、NRNラインの東海ラジオ(SF)は浜松に乗り込み自社制作で放送）。また広島対巨人（マツダ、RCC制作）中止時にはJRN本番カードに昇格する予定となっていた[10]。
  - 8月23日（火）のヤクルト対中日（草薙）は、本来JRNラインを取る火曜日の開催となったため、NRN系列社として静岡向けにローカル放送を実施。実況を岡村が担当、解説には元東海ラジオ野球解説者（中継時静岡商業高校野球部コーチ）の藤波行雄を招いて中継する。CBCはJRN系列局にヤクルト主催試合の放映権が与えられない（TBS制作の巨人×広島戦をネット受けする）ので中継はなく[11]、東海ラジオは別途ニッポン放送制作の裏送り中継（NRN素材扱い）を放送することから、ローカル放送となる。また、本来ならばJRNとなる火曜日のためか、速報チャイムはJRNでもNRNでもない独自のものを使用した。

2017年
- 2017年は4月18日（火）の日本ハム対オリックス（草薙）、6月27日（火）の中日対阪神（浜松）、8月1日（火）のヤクルト対巨人（静岡）を自社制作。
  - 4月18日（火）の日本ハム対オリックス（草薙）はJRNラインの日であるが、本来であればNRNラインを担当するSTVラジオがアナウンサーを派遣しないため、久々にSBSがJRN（自社）向け・NRN（STV）向けを二重制作することになった（HBCは自社制作。解説：新谷、実況：川畑恒一、リポーター：渕上紘行）。自社で放送するJRN向けについては解説にHBCから岩本勉が派遣され、実況をSBSの岡村、リポーターを新城が担当。STVへ裏送りするNRN向けについては解説にSTVから千藤三樹男が派遣され、実況をSBSの野路、リポーターを小嶋が担当。当日STVは自社制作でテレビ中継を行った（解説：西崎幸広、実況：藤井孝太郎、リポーター：岡崎和久）が、ラジオ中継にはアナウンサーは派遣しなかった。
  - 6月27日（火）の中日対阪神（浜松）はABCとの2局ネットで放送した。解説はCBCから木俣が派遣され、実況は岡村が担当。リポーターはABCから中邨雄二、CBCから水分貴雅（CBC自社向けにも出演）が派遣された。CBCは単独自社制作（解説：彦野、実況：西村俊仁）、SFは自社制作でMBSとの2局ネットで放送した（解説：山崎武司、実況：松本秀夫[12]、リポーター：大澤広樹(SF)・井上雅雄(MBS)）。
  - 8月1日（火）のヤクルト対巨人（草薙）は、本来JRNラインを取る火曜日の開催となったため、NRN系列社として静岡向けにローカル放送を実施。解説にはニッポン放送から田尾安志が派遣された。
- なお、7月13日（木）にフレッシュオールスターゲームが草薙で行われたが自主制作は行わず、ニッポン放送主管制作NRNナイターのネット受けとなったが、SBSは同中継への技術協力ならびにアナウンサー派遣を行った。NRNのフレッシュオールスターゲーム中継では各ネット局のアナウンサーによるリレー実況制を敷いており、SBSの桑原秀和が5回と6回の2イニングのみ実況を行った[13]。

2018年
- 2018年は7月9日（月）の東京ヤクルト対巨人（草薙）、7月24日（火）の中日対DeNA（浜松）、8月21日（火）の日本ハム対ソフトバンク（草薙）を自社制作。
  - 7月9日（月）のヤクルト対巨人（草薙）は月曜日ということでLFは野球中継を放送していないため、ラジオ独占放送となった。解説はLFから真中満が派遣され、実況を岡村が担当し、ヤクルトサイドのベンチリポートを牧野が務めた。またゲストとして、SBSラジオ「聴くディラン」のメインパーソナリティを務める渡邊ヒロアキとお笑いコンビダムダムおじさんの二村豊人が出演、交替で巨人サイドのベンチリポートを務めた。月曜日の中継だったためSBSスポーツスペシャルで放送、速報チャイムはJRNでもNRNでもない独自のものを使用した。特番扱いながら、予備カードとして屋内球場開催のソフトバンク対日本ハム（東京ドーム。KBC制作・STVにもネット）を編成していた。
  - 7月24日（火）の中日対DeNA（浜松）はSFとの2局ネットで放送。解説はSFから山崎武司が派遣され、実況を岡村が務めた。また中日サイドのベンチリポーターをSFの森貴俊、DeNAサイドを牧野が担当した[14]。なお、浜松球場の試合を自社制作で中継してきたSFがSBS制作の中継をネット受けしたのは数十年振りである[15]。
  - 8月21日（火）の日本ハム対ソフトバンク（草薙）はSTV・KBCとの3局ネットで中継。実況を岡村が担当し、解説はSTVより白井一幸が派遣された。また、ベンチリポーターはホークスサイドを新城、ファイターズサイドを入社1年目の原口大輝がそれぞれ担当した[16]。

2019年
- 当該シーズン唯一の静岡県内開催となる7月5日（金）の中日対ヤクルト（浜松）を自社制作し、SFとの2局ネットで放送する予定であったが、雨天中止となった（同日はLF制作の巨人対DeNAを放送）。このため、この年は結果的に自社制作の中継が一度も無かった。

2020年
- 新型コロナウイルス感染症の流行の影響によるシーズン開幕延期ならびに日程組み直しにより、静岡県内での試合開催予定がすべて取り消されたため、2年連続で自社制作は無しとなった。

2021年
- 2021年は6月26日（土）の日本ハム対ロッテ（草薙）、8月25日（水）のヤクルト対中日（草薙）を自社制作。
  - 6月26日（土）の日本ハム対ロッテ（草薙）は同日唯一のナイターだったため、NRN本番扱いで自社制作。土曜はナイターをレギュラー編成していないため、特別番組扱いで放送した。解説はSTVから高木豊が派遣されるが（実況：新城健太）、2021年から同局では土・日曜ナイターの放送を休止し、土曜NRNナイターキー局である文化放送（QR）も自社での放送を取りやめているため、唯一プロ野球球団所在地以外で土曜NRNナイターを編成している山口放送（KRY）との2局ネットで中継。KRYは21:30をもって中継を打ち切ったものの、SBSでは22:00までの延長オプションを設けていたため、試合終了まで放送した。翌27日のデーゲームについては競艇のグランドチャンピオン決定戦競走と時間帯が重複するため、自社での中継は見送られるが、HBCではその27日のデーゲームも含めて中継（いずれも解説：新谷博、リポーター：原口（両日）[17]、実況：野路（26日）、岡村（27日）[18]）され、SBSによる裏送り（26日はNRN向けとの二重制作で、ニッポン放送との2局ネット）が行われた。
  - 8月25日（水）のヤクルト対中日（草薙）はSFとの2局ネットで放送。解説はLFから野村弘樹が派遣され、実況は原口が担当。リポーターは中日サイドを岡村、ヤクルトサイドを2020年入社の瀬﨑一耀が担当した。なお、前日24日（火）の同試合はSFへの裏送り制作を実施。これは自局が当該時間帯に『まだ帰りたくない大人たちへ チョコレートナナナナイト!』を放送することによる。解説はSFから大西崇之を派遣、実況は岡村、リポーターを原口が担当。ヤクルト主催試合の放送権がないCBCは、両日ともに日本ハム対ロッテ（札幌ドーム）をHBCからのネット受けで放送した。

2022年
- 2022年は7月13日（水）、7月14日（木）の北海道日本ハム対東北楽天（草薙）を自社制作。
  - 7月13日（水）、14日（木）の両日ともNRN向けに自社制作され、STV・TBCとの3局ネットで中継。解説はいずれもSTVから西崎幸広が派遣され、13日は新城、14日は原口が実況を務める。リポーターは13日が今年入社したばかりの滝澤悠希が担当し、14日は2019年入社の山﨑加奈が担当した。なお、自社向けに加えHBC向けの裏送り制作も担う。解説はいずれも昨年同様にHBCから新谷博が派遣され、実況は自社向けとは逆に13日は原口、14日は新城が担当。リポーターは岡村（13日）、大石（14日）が担当。
- なお、一週間前の7月7日（木）にはロッテ対日本ハム（ZOZO・STVラジオ向けのニッポン放送裏送り制作）の試合を、翌8日（金）にはソフトバンク対北海道日本ハム（paypay・KBC制作）の試合をそれぞれ臨時でネット受けした。
- 前述のようにこの年を最後に日本ハムが草薙での地方開催から撤退し、翌年以降草薙ではヤクルト主催試合が散発的に実施されるのみとなったこともあり、野球中継の自社制作もこれを最後に途絶えている。

##### その他
- 他球場の試合速報の時のチャイム音が、JRN（2010年まで）のものはTBSラジオなどの中継と比べて音程が低くなっていた（TBC東北放送の『TBCパワフルベースボール』と同様）。NRNは現行のステレオバージョンではなく、初代のモノラルバージョンを使用。なお、2016年8月23日のヤクルト対中日戦と2018年7月9日のヤクルト対巨人戦ではどちらでもない独自のチャイムを使用した他、2021年6月27日の日本ハム対ロッテ戦の裏送りでは2018年以降のHBC・TBC・CBC共通のチャイムを使用した。
- オールスターゲームは、開催曜日に合わせたネットワークで放送。
- 日本シリーズについては、2007年以降は開催曜日に関係なくJRNネットで放送していた（以前は開催曜日に合わせたネットワークで放送していた）。ナイター枠が無くなった土日の試合も中継するが、年によって放送開始時刻は異なっていた。また、後述のサッカー中継が優先され、一部の試合が中継されない年もあった（2014年度は第2戦を中継せず、その時間をJリーグ・清水エスパルス 対 サンフレッチェ広島戦の中継に充てた）。しかし、TBSラジオが自社でのプロ野球中継を取りやめた2018年以降は放送していない。
- 2003年に行われた第22回アジア野球選手権大会兼アテネオリンピックアジア最終予選は第2・3戦をTBSラジオからネット受け。

#### サッカー中継
- Jリーグがスタートした1993年以降、清水エスパルスまたはジュビロ磐田のホームゲームが組まれている場合は、その試合を優先して中継することもある（デーゲームでも通常番組を休止して中継する場合がある）。
- まれに清水・磐田のアウェイゲームを放送する場合があるが、この場合もSBSのスタッフが現地に乗り込んで中継を行う。
- 清水と磐田の直接対決（いわゆる「静岡ダービー」）中継では、解説者を置かず、SBSのアナウンサー2名による応援実況を行っている。この応援実況の際は解説者を配置せず、清水の選手がボールを支配しているときは清水担当のアナウンサー、磐田の選手がボールを支配しているときは磐田担当のアナウンサーが「掛け合い」で実況を行うものである。このスタイルはニッポン放送など他局でも採用されている。
- 今までに他局と合同で応援実況を行ったことがある。2002年3月17日のジュビロ磐田スタジアムでのジュビロ磐田 対 コンサドーレ札幌戦ではSBSアナウンサーと北海道放送のアナウンサーで応援実況を、2007年5月19日および2013年5月11日のヴァンフォーレ甲府 対 清水戦（山梨県小瀬スポーツ公園陸上競技場）のラジオ中継では「富士山ダービー」として、SBSアナウンサーと山梨放送のアナウンサーによる応援実況を行った。
- サッカー中継終了時点で、全国ネットで放送中のプロ野球中継の試合が続いている場合、飛び乗りの形でその試合の中継をすることもある。この場合は、CM明けのタイトルコールは無い。
- なお、自主制作の場合でも、インターネットによるストリーミング配信は行っていない。ただし、2010年・2011年の2年間のみストリーミング中継を行っていた（一方、FM Haro!がジュビロ磐田のホーム・アウェイ全試合でストリーミング中継を行っているが、こちらも2012年頃一旦配信を休止していた）。
- 土曜日のプロ野球中継が廃止された2011年度以降も、土曜開催のJリーグの中継は『SBSスポーツスペシャル』の扱いで継続する。
- 天皇杯全日本サッカー選手権大会決勝戦については、ニッポン放送の『ニッポン放送サッカースペシャル』のネット受けで放送する。

#### ナイタークイズ・Jゴールクイズ
プロ野球中継の場合は19:00前後（2011年度からは19:00以降のイニング間のCM中に随時告知）に、サッカー中継の場合はハーフタイムに自主制作のクイズコーナーを設けている。プロ野球中継の場合は何パターンかすでに録音されているものの中から1問が出題される。また、スペシャルウィーク時には「ホームランプレゼント」が設定され、この時にはスタジオにアナウンサーを配置してホームランが出た後のイニング間にプレゼントの告知が行なわれる。

## 解説
野球
- JRN・NRN各局からの派遣
- スポット解説者

いずれも前述の自社制作実績の節を参照
サッカー
- 興津大三
- 岡村新太郎
- 桑原勝義
- 澤登正朗
- 長澤和明

### 過去
野球
- 杉下茂（TBS＝JRN）
- 近藤和彦（LF＝NRN）
- 田宮謙次郎（TBS＝JRN）
- 土井淳（LF＝NRN）
- 森中千香良（LF＝NRN）

サッカー
- 桑原隆
- 柳下正明
- 真田雅則

## 実況・リポーター
SBSに所属する殆どの男性アナウンサーが参加している。かつて存在したNRN公式サイト内のプロ野球ナイター中継紹介ページでは、球団の本拠地が放送対象地域にないラジオ局で唯一、実況を担当するアナウンサーが掲載されていた。
- 岡村久則
- 野路毅彦
- 牧野克彦
- 新城健太（2016年 - ）
- 滝澤悠希（2022年 - 岩手めんこいテレビから移籍。2022年7月13日中継分にリポーターとして初登場）
- 重長智子（リポーターのみ）

以下は自社制作がJリーグ中継のみとなって以降に参加
- 青木隆太
- 松下晴輝（SBSラジオで『がんばれ!ベンチャーズ』を担当）

### 過去
- 伊藤圭介（NRNナイター公式サイトには2013年まで氏名は記載があった）
- 大石岳志
- 桑原秀和（2016年 - 2022年）
- 小嶋健太
- 瀬﨑一耀（2020年入社。2021年8月25日中継分にリポーターとして登場）
- 濱田隼（入社初年度の2013年より出演。NRNナイター公式サイトに氏名は記載されていたが、SBSのスポーツ中継公式サイトに氏名記載はなかった。現：メ～テレアナウンサー）
- 原口大輝（2018年 - 2023年）
- 山﨑加奈（リポーターのみ。2019年入社で、2022年7月14日中継分にリポーターとして登場）
- 吉田幸真